# Мийи, Филипп де
Филипп де Мийи, также известен как Филипп из Наблуса (1120 — 3 апреля, 1171) был седьмым великим магистром Ордена тамплиеров.

## Биография

### Ранние годы
Филипп был старшим сыном Ги де Мийи, рыцаря из Пикардии, принимавшего участие в Первом Крестовом походе, и его жены (возможно второй) Этьенетты из Фландрии. Ги и Этьенетта имели ещё двух сыновей, все трое были рождены уже на Святой Земле. Впервые он упоминается как сын Ги в 1138 году, а между 1138 и 1144 (когда его имя упоминается вновь) становится лордом Наблуса. В это же время он женится на Изабелле.

### Военная карьера
Как лорд Наблуса Филипп стал одним из наиболее влиятельных баронов Иерусалимского королевства. В 1144 королева Мелисанда отправила его снять осаду с Эдессы, но он прибыл уже после того как город пал. В 1148 с прибытием участников Второго Крестового похода, Филипп участвовал в совете в Акре, где предложения местных баронов были отвергнуты и было принято злополучное решение атаковать Дамаск.
Наряду с влиятельным семейством Ибелинов, с которым он был в родственных отношениях (двоюродная сестра Филиппа была замужем за Балианом Д’Ибелин), Филипп был сторонником Мелисанды во время её конфликта с сыном Балдуином III.
После раздела королевства в 1151 Мелисанда сохранила контроль над его южной частью, включая Наблус. Несмотря на эту договорённость, Филипп был абсолютно лоялен Балдуину и принимал участие в захвате Аскалона в 1153 и освобождении Баниаса в 1157.
В июле 1161, когда Мелисанда была при смерти, Филипп отдал Наблус Балдуину III, чтобы получить взамен Трансиорданию. Это позволило Балдуину восстановить контроль над южной частью королевства, пока его мать была не в состоянии ему противостоять, но также усилить Трансиорданию, поставив во главе её могущественного и верного барона. Однако по мнению многих историков смысл такого обмена для обеих сторон не совсем ясен: Наблус представлял собой хорошо укреплённый город с большим населением, а сеньория Трансиордания состояла из нескольких замков посреди пустыни.
Балдуин умер в 1163, ему наследовал его брат Амори, друг Филиппа и сторонник Мелисанды во время её конфликта со старшим сыном, начавшегося в 1151.

### Великий магистр
Личная жизнь Филиппа во многом загадочна, однако известно, что после того, как он стал сеньором Трансиордании, он совершил паломничество в монастырь Святой Екатерины на горе Синай. С женой Изабеллой у него был сын Ренье и 2 дочери, Елена и Этьенетта. Изабелла умерла в 1166, что послужило причиной для ухода от мирской жизни и вступления в ряды Тамплиеров. Этот уход был временным, потому что уже в 1167 году он участвовал в нападении на Египет короля Амори. Позднее Ибелины вспомнят момент во время осады Бильбейса, когда Филипп спас жизнь Гуго Ибелину, который сломал ногу, упав с лошади, однако подлинность этой истории под сомнением.
Тамплиеры отказались поддержать вторжение Амори в Египет, и король обвинил их в провале операции. После смерти великого магистра Бертрана де Бланшфора в январе 1169, под давлением Амори Филипп был избран на его место в августе того же года. Не много известно о деятельности Филиппа на посту великого магистра, однако вероятно именно он возглавил защиту Газы, когда Саладин, взяв под свой контроль Египет в 1169, атаковал город в 1170.
По неизвестным причинам он ушёл с поста великого магистра в 1171, его заменил Одо де Сент-Аман. Филипп участвовал в поездке Амори в Константинополь, как посол, для того, чтобы восстановить добрые отношения с Византийской империей после провала вторжения в Египет. Он умер 3 апреля, не достигнув Константинополя.